# Татарский Толкиш
Татарский Толкиш (тат. Татар Талкышы) — село в Чистопольском районе Татарстана. Административный центр Татарско-Толкишского сельского поселения. В начале XX века в селе действовали 5 мечетей.

## Этимология
Топоним произошёл от этнонима «татар» и гидронима «Талкыш».

## География
Находится в верховье реки Толкишка, в 18 км к югу от города Чистополя.

## История
Основано в 1710-х годах. В XVIII — первой половине XIX века жители относились к сословию государственных крестьян. Занимались земледелием, разведением скота.
В «Списке населенных мест по сведениям 1859 года», изданном в 1866 году, населённый пункт упомянут как казённая деревня Татарский Толкиш 2-го стана Чистопольского уезда Казанской губернии. Располагалась при речке Толкишке, на торговом тракте из Чистополя в Бугуруслан, в 18 верстах от уездного города Чистополя и в 30 верстах от становой квартиры в казённом пригороде Билярске (Буляре). В деревне в 335 дворах жили 2267 человек (1115 мужчин и 1152 женщины). Была мечеть.
По сведениям переписи 1897 года, в деревне Татарский Толкиш Чистопольского уезда Казанской губернии жили 2682 человека (1362 мужчины и 1320 женщин), из них 2543 мусульманина.
В начале XX века действовали 5 мечетей (были построены в 1843, 1871, 1898, 1912, 1913 гг.), медресе, 7 мельниц, 2 крупообдирки, 13 мелочных лавок; располагался этапный дом. В этот период земельный надел сельской общины составлял 5256 десятин. До 1920 года село входило в Муслюмкинскую волость Чистопольского уезда Казанской губернии. С 1920 года в составе Чистопольского кантона ТАССР. С 10.08.1930 в Чистопольском районе. 

## Население
Число жителей: в 1782 году — 178 душ мужского пола, в 1859 — 2267 человек, в 1897 — 3071, в 1908 — 3122, в 1920 — 3216, в 1926 — 2684, в 1958 — 1524, в 1970 — 754, в 1979 — 637, в 1989 — 499, в 2002 — 528 (татары 99 %), в 2008 — 483, в 2010 — 482.

## Экономика
Жители занимаются полеводством, молочным скотоводством, овцеводством.

## Инфраструктура
В селе действуют средняя школа, дом культуры, библиотека.

## Религия
2 мечети.

## Известные люди
- Абдулла Абдрахманович Зиганшин  (1917—2015) — татарский советский учёный-агроном, преподаватель высшей школы.